# مقاطعة ليك (فلوريدا)
مقاطعة ليك، فلوريدا (بالإنجليزية: Lake County, Florida)‏ هي إحدى مقاطعات ولاية فلوريدا في الولايات المتحدة. ، بلغ عدد سكانها 297052 نسمة في عام 2010 حسب إحصاء مكتب تعداد الولايات المتحدة وتصل الكثافة السكانية فيها 120.31 نسمة/كم2.

## وصلات خارجية
- www.lakecountyfl.gov